# GQ Большой Медведицы
GQ Большой Медведицы (лат. GQ Ursae Majoris) — одиночная переменная звезда в созвездии Большой Медведицы на расстоянии приблизительно 3780 световых лет (около 1159 парсеков) от Солнца. Видимая звёздная величина звезды — от +10,35m до +10,07m.

## Характеристики
GQ Большой Медведицы — красная пульсирующая медленная неправильная переменная звезда (LB) спектрального класса M4.